# Lernaea ctenopharyngodontis
Lernaea ctenopharyngodontis is een eenoogkreeftjessoort uit de familie van de Lernaeidae. De wetenschappelijke naam van de soort is voor het eerst geldig gepubliceerd in 1961 door Yin.